# Liucija Vaitukaitytė
Liucija Vaitukaitytė (Dusetos, 24 aprile 2000) è una calciatrice lituana, centrocampista del Como e della nazionale lituana.

## Carriera

### Club
Vaitukaitytė ha iniziato la sua carriera calcistica alla giovane età di 12 anni, nel 2007, quando ha iniziato a giocare per la squadra giovanile della sua città natale Dusetos, il Dusetų SK Ainiai, rimanendovi fino al 2012, anno in cui si trasferisce al MFK Zalgiris, giocando sempre nelle suo settore giovanile.
Nel 2014 si trasferisce al FM Žara, venendo aggregata alla prima squadra che disputa la Moterų A lyga, livello di vertice del campionato lituano femminile di calcio. Rimane legata alla società di Kaunas per due stagioni, nelle quali la squadra si classifica in entrambi i campionati al 2º posto, alle spalle del Gintra Universitetas.
Nel 2016 si trasferisce alle campionesse in carica del Gintra Universitetas, condividendo con le compagne il double campionato-Coppa oltre a esordire in UEFA Women's Champions League nell'edizione 2016-2017 dove gioca tutti i tre incontri nel gruppo 7 della fase preliminare di qualificazione, andando anche in rete al debutto, il 23 agosto 2016, con le moldave del Criuleni, fallendo però l'accesso alla fase successiva. Rimasta anche la stagione successiva festeggia il suo secondo titolo di Campionessa di Lituania tornando inoltre a disputare la Champions League femminile, dove nell'edizione 2017-2018 la sua squadra chiude al primo posto il gruppo 1 per poi disputare la fase a eliminazione diretta dove ottiene il suo risultato più prestigioso, gli ottavi di finale, eliminata dalle spagnole del Barcellona dopo essere risuscita a superare le campionesse di Svizzera dello Zurigo ai sedicesimi. Complessivamente, nel torneo UEFA, Vaitukaitytė ha giocato dieci partite, segnato quattro gol e fornito cinque assist.
Nel 2018 ha firmato per il Saragozza, primo suo impegno estero, non debuttando tuttavia in quella squadra, trasferendosi poi al Granadilla Tenerife quello stesso anno.
L'anno successivo, nel 2019, ha firmato per il Siviglia, dove era stata poco prima di arrivare al Racing Santander.
A fine luglio 2021 si è trasferita al Pomigliano, società neopromossa in Serie A, per giocare la stagione entrante nel suo secondo campionato estero, quello italiano. A disposizione del tecnico Manuela Tesse fa il suo debutto in campionato da titolare fin dalla 1ª giornata, il 28 agosto 2021, nell'incontro perso 3-0 in trasferta con la Juventus.

### Nazionale
Vaitukaitytė è stata convocata dalla Federcalcio lituana a vestire la maglia di una giovanile, la formazione Under-15, nel 2014.
In seguito veste la maglia della Under-17, convocata in occasione della prima fase di qualificazione all'Europeo di Bielorussia 2016.
In seguito viene convocata nella formazione Under-19, dove disputa tutti i tre incontri della prima fase di qualificazione all'Europeo di Svezia 2018 e, l'anno seguente, quelli della prima fase di qualificazione all'Europeo di Scozia 2019, con la squadra incapace di qualificarsi per la successiva fase élite in entrambe le edizioni.
Nel frattempo, nel 2017, arriva anche la prima convocazione nella nazionale maggiore, chiamata dal commissario tecnico Rimantas Viktoravicius nella squadra che affronta il turno preliminare di qualificazione per la zona UEFA al Mondiale di Francia 2019. In quell'occasione debutta il 6 aprile di quell'anno, nella sconfitta per 2-0 con Israele, giocando da titolare anche nei due seguenti incontri del gruppo 3 con Moldavia, persa 2-0, e nell'ininfluente vittoria per 2-0 con Andorra, con la sua nazionale che non riesce ad accedere alla successiva fase. Viktoravicius continua a darle fiducia, convocandola regolarmente anche per le successive qualificazioni all'Europeo di Inghilterra 2022, per lei 9 presenze, senza riuscire ad accedere alla fase finale, e alle qualificazioni al Mondiale di Australia e Nuova Zelanda 2023.

## Statistiche
Statistiche aggiornate all'11 maggio 2025.

### Presenze e reti nei club
| Stagione        | Squadra         | Campionato      | Campionato | Campionato | Coppe nazionali | Coppe nazionali | Coppe nazionali | Coppe continentali | Coppe continentali | Coppe continentali | Altre coppe | Altre coppe | Altre coppe | Totale | Totale |
| Stagione        | Squadra         | Comp            | Pres       | Reti       | Comp            | Pres            | Reti            | Comp               | Pres               | Reti               | Comp        | Pres        | Reti        | Pres   | Reti   |
| --------------- | --------------- | --------------- | ---------- | ---------- | --------------- | --------------- | --------------- | ------------------ | ------------------ | ------------------ | ----------- | ----------- | ----------- | ------ | ------ |
| 2021-2022       | Pomigliano      | A               | 22         | 1          | CI              | 2               | 0               |                    | -                  | -                  |             | -           | -           | 24     | 1      |
| 2022-2023       | Parma           | A               | 9          | 0          | CI              | 1               | 0               |                    | -                  | -                  |             | -           | -           | 10     | 0      |
| 2023-2024       | Como            | A               | 24         | 0          | CI              | 0               | 0               |                    | -                  | -                  |             | -           | -           | 24     | 0      |
| 2024-2025       | Como            | A               | 26         | 0          | CI              | 1               | 0               |                    | -                  | -                  |             | -           | -           | 27     | 0      |
| Totale Como     | Totale Como     | Totale Como     | 50         | 0          |                 | 1               | 0               |                    | -                  | -                  |             | -           | -           | 51+    | 0      |
| Totale carriera | Totale carriera | Totale carriera | 81+        | 1+         |                 | 4+              | 0               |                    | -                  | -                  |             | -           | -           | 85+    | 1+     |

## Palmarès

### Club
- Campionato lituano: 2

Gintra Universitetas: 2016, 2017
- Coppa di Lituania femminile: 1

Gintra Universitetas: 2016